# Odra (rivière)
Pour les articles homonymes, voir Odra.
L'Odra est un cours d'eau d'une longueur de 65 km qui coule dans la communauté autonome de Castille-et-León. Il est un affluent de la Pisuerga dans le bassin du Douro en Espagne.

## Source
- (es) Cet article est partiellement ou en totalité issu de l’article de Wikipédia en espagnol intitulé « Odra » (voir la liste des auteurs).